# چندلر (دهانه)
چندلر یک دهانه برخوردی در ماه‌ است.

## دهانه‌های اقماری
این دهانه ۴ دهانه اقماری دارد.
| Chandler | عرض جغرافیایی | طول جغرافیایی | قطر          |
| -------- | ------------- | ------------- | ------------ |
| Q        | ۴۱.۲° N       | ۱۶۹.۲° E      | ۱۶.۰ کیلومتر |
| P        | ۴۱.۷° N       | ۱۷۰.۳° E      | ۶۷.۰ کیلومتر |
| U        | ۴۵.۵° N       | ۱۶۶.۷° E      | ۱۴.۰ کیلومتر |
| G        | ۴۳.۳° N       | ۱۷۵.۸° E      | ۳۳.۰ کیلومتر |